# Nick Fury

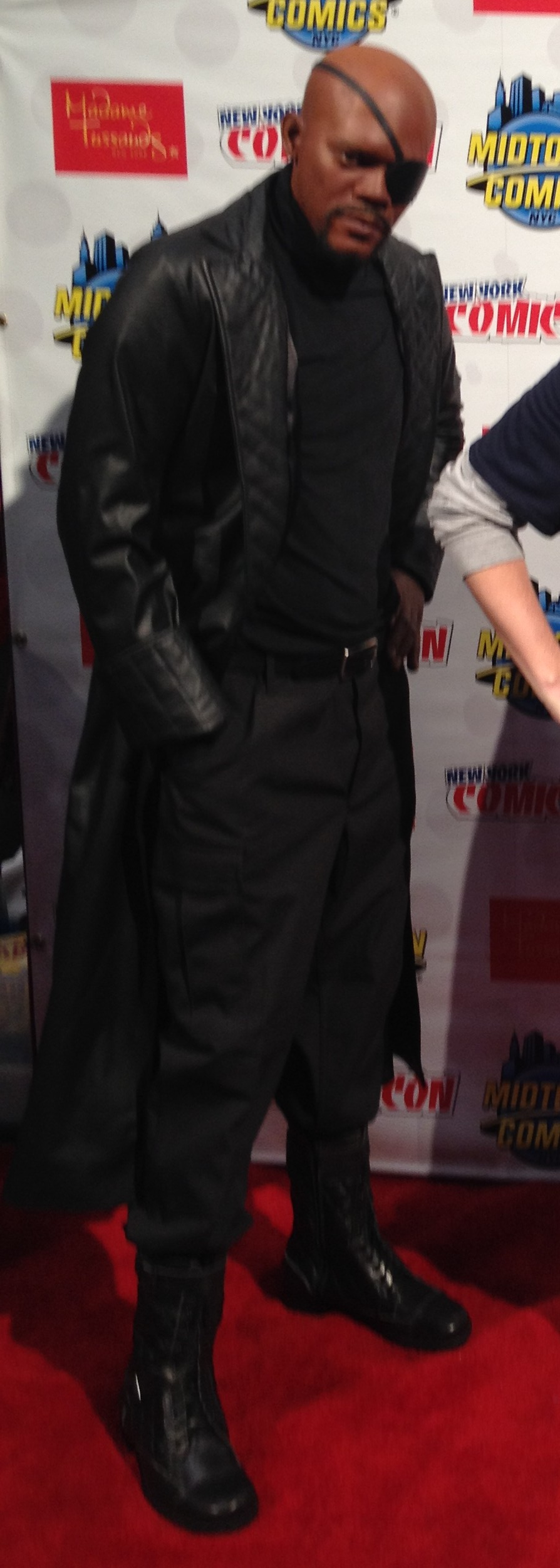
Figurína Nicka Furyho v podobě herce Samuela L. Jacksona

Nicholas Joseph „Nick“ Fury je fiktivní postava komiksových příběhů vydávaných nakladatelstvím Marvel Comics. Poprvé se objevil v komiksu Sgt. Fury and his Howling Commandos #1 roku 1963. Autory této postavy jsou Stan Lee a Jack Kirby.

## Fiktivní biografie postavy
Nicholas Joseph Fury se narodil někdy kolem roku 1920 a je nejstarším ze tří dětí. Jeho otec se jmenoval Jack Fury. Nick a jeho dva sourozenci se narodili v New Yorku a vyrůstali ve čtvrti Hell's Kitchen. Jako teenager v roce 1937, odešel do zámoří poprvé bojovat za Mezinárodní brigády ve španělské občanské válce. Po návratu do Ameriky opustil Fury se svým přítelem Redem Hargroven čtvrť, protože si chtěli naplnit své sny o dobrodružství. Rozhodli se tedy vstoupit do armády. Jejich výjimečné výkony při výcviku do řad Commandos v roce 1940 upoutaly pozornost nadporučíka Samuela Sawyera a to jim napomohlo ke vstupu do řad této jednotky. Později se Nick a Red připojili k americké armádě a Fury absolvoval základní výcvik pod seržantem Bassem. Po útoku na Pearl Harbor přidělil kapitán Sawyer Furymu velení prvního útočné jednotky U.S. Army Rangers, která od Winstona Churchilla získala po prvních misích čestný titul Commandos. Byli přezdíváni „Howling Commandos“ a jejich jednotka byla umístěna na vojenské základně ve Spojeném království, aby vykonávala těžké úkoly na speciálních misích především v evropských bojích druhé světové války.
Na konci druhé světové války v Evropě byl Fury ve Francii těžce zraněn granátem, který mu vyřadil jeho levé oko. Zraněného ho nalezl a vyléčil Berthold Sternberg, který ho později použil jako testovací subjekt pro své sérum „Formule nekonečna“. Díky tomuto séru klesla rychlost Furyho fyzického stárnutí. Po úplném uzdravení začal Fury pracovat pro Úřad strategických služeb (OSS), což byl předchůdce Ústřední zpravodajské služby (CIA). Během svého času v CIA začal Fury nosit černou pásku přes poškozené levé oko.
V roce 1960 se Fury stal druhým ředitelem nadnárodní protiteroristické a špionážní agentury S.H.I.E.L.D. Hlavními orgány této organizace bylo dvanáct tajemných mužů a žen, kteří Furymu dávali příkazy, takže Fury vlastně jen řídí provádění těchto příkazů a strategických operací. Pod Furyho velením postupně S.H.I.E.L.D. vyrostl v jednu z nejsilnějších organizací na světě, která se skrytě dostávala do národních vlád a vytvářela strategická spojenectví s Avengers a dalšími skupinami superhrdinů, přičemž vždy zachovávala nezávislost a oddanost. Fury se brzy stal hlavním kontaktem se superhrdiny, když vláda potřebovala určité informace. Během své kariéry spolupracoval s mnoha superhrdiny, jako je například Kapitán Amerika a mnoho dalších.

## Komiksové edice
- Sgt. Fury and his Howling Commandos
- Strange Tales / Nick Fury, Agent of S.H.I.E.L.D.
- Nick Fury vs. S.H.I.E.L.D.
- Nick Fury, Agent of S.H.I.E.L.D. vol. 3
- Secret Warriors

## Filmové zpracování

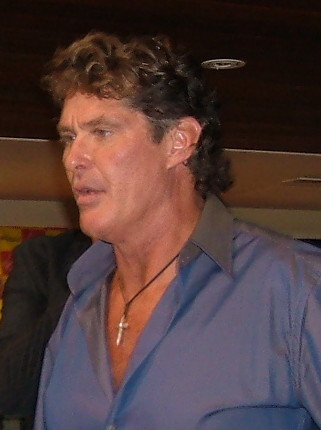
David Hasselhoff ztvárnil Nicka Furyho ve filmu Nick Fury, zvláštní agent

Ve filmu se poprvé objevil v roce 1998 v televizním snímku Nick Fury, zvláštní agent, kde si ho zahrál David Hasselhoff.

### Marvel Cinematic Universe
V Marvel Cinematic Universe ztvárňuje Nicka Furyho herec Samuel L. Jackson, který si tuto postavu zahrál zatím v jedenácti filmech a dvou seriálech:
Filmy
- 2008 – Iron Man – režie Jon Favreau
- 2010 – Iron Man 2 – režie Jon Favreau
- 2011 – Thor – režie Kenneth Branagh
- 2011 – Captain America: První Avenger – režie Joe Johnston
- 2012 – Avengers – režie Joss Whedon
- 2014 – Captain America: Návrat prvního Avengera – režie Anthony a Joe Russoovi
- 2015 – Avengers: Age of Ultron – režie Joss Whedon
- 2018 – Avengers: Infinity War – režie Anthony a Joe Russoovi
- 2019 – Captain Marvel – režie Anna Bodenová a Ryan Fleck
- 2019 – Avengers: Endgame – režie Anthony a Joe Russoovi
- 2019 – Spider-Man: Daleko od domova – režie Jon Watts

Seriál
- 2013–2014 – Agenti S.H.I.E.L.D. – 2 epizody
- 2021 – Co kdyby…?
- 2023 – Tajná invaze